# Dernycriterium van Wetteren
Het Dernycriterium van Wetteren is een wielercriterium in de Oost-Vlaamse gemeente Wetteren. Het criterium bestaat sinds 1932 en wordt in het centrum van de gemeente verreden. De organisatie gebeurt door de wielerclub Wetthra. Tot en met het jaar 2002 was de wielerwedstrijd een klassieke kermiskoers. Vanaf het jaar 2003 wordt de wedstrijd verreden als een dernycriterium.

## Erelijst
| Jaar      | 1e                    | 2e                     | 3e                       |
| --------- | --------------------- | ---------------------- | ------------------------ |
| 1932      | Richard Noterman      | Jozef Horemans         | Georges Mathys           |
| 1933-1937 |                       |                        |                          |
| 1938      | Richard Depoorter     | Maurice Seynaeve       | Leopold Van den Bossche  |
| 1939      |                       |                        |                          |
| 1940      | Adelin Van Simaeys    | Jan De Voeght          | Achiel Buysse            |
| 1941-1943 |                       |                        |                          |
| 1944      | Briek Schotte         |                        |                          |
| 1945-1946 |                       |                        |                          |
| 1947      | Fernand Spelte        | Theo Middelkamp        | Henk de Hoog             |
| 1948      |                       |                        |                          |
| 1949      | Achiel Bruneel        | Frans Gielen           | Marcel Kint              |
| 1950      | Adolf Verschueren     | Stan Ockers            | Gerrit Schulte           |
| 1951-1953 |                       |                        |                          |
| 1954      | Adolf Verschueren     | Riccardo Filippi       | Arsène Rijckaert         |
| 1955-1962 |                       |                        |                          |
| 1963      | Willy Van Driessche   | Herwig Roels           | Bernard Van De Kerckhove |
| 1964      | Joseph Planckaert     | Emile Daems            | Benoni Beheyt            |
| 1965      | Hugo De Thaey         | Georges Van Coningsloo | Willy Monty              |
| 1966-1969 |                       |                        |                          |
| 1970      | Jos Van Beers         | Hugo Hellemans         | Frans Maes               |
| 1971      | Maurice Eyers         | Ronny Van de Vijver    | Richard Bukacki          |
| 1972      | Willy Abbeloos        | Leopold Van den Neste  | Arthur Van de Vyver      |
| 1973      | Walter Planckaert     | Herman Vrijders        | Louis Verreydt           |
| 1974      | André Dierickx        | Leopold Van den Neste  | Willy De Geest           |
| 1975      | Walter Planckaert     | Fernand Hermie         | Dirk Baert               |
| 1976      | Lieven Malfait        | Bernard Bourguignon    | Serge Vandaele           |
| 1977      | Willy Teirlinck       | Etienne De Beule       | Frank Arijs              |
| 1978      | Frank Hoste           | Patrick Lerno          | Etienne De Beule         |
| 1979      | Walter Schoonjans     | Walter Planckaert      | Etienne De Beule         |
| 1980      | Phil Anderson         | Willy De Geest         | Guy Nulens               |
| 1981      | Etienne De Wilde      | Willy Teirlinck        | Eddy Van Hoof            |
| 1982      | Etienne De Wilde      | Willy Teirlinck        | Danny Clark              |
| 1983      | Luc Colijn            | Etienne Van Der Helst  | Luc Meersman             |
| 1984      | Dirk Heirweg          | Eddy Vanhaerens        | Etienne Van Der Helst    |
| 1985      | Werner Devos          | Walter Planckaert      | Luc De Smet              |
| 1986      | Willem Wijnant        | Michel Goffin          | Dirk Heirweg             |
| 1987      | Peter Hoondert        | Hendrik Redant         | Eddy Schurer             |
| 1988      | Jan Bogaert           | Dirk Demol             | Peter De Clercq          |
| 1989      | Patrick Verplancke    | Kurt Onclin            | Marnix Lameire           |
| 1990      | Allan Peiper          | Alain De Schacht       | Marnix Lameire           |
| 1991      | Herman Frison         | Patrick Schoovaerts    | Andrei Tchmil            |
| 1992      | Jan Bogaert           | Peter Van Petegem      | Andrei Tchmil            |
| 1993      | Etienne De Wilde      | Johan Devos            | Jan Bogaert              |
| 1994      | Hans De Clercq        | Dirk Friel             | Jelle Nijdam             |
| 1995      | Etienne De Wilde      | Hans De Meester        | Niko Eeckhout            |
| 1996      | Peter Spaenhoven      | Hans De Meester        | Johnny Dauwe             |
| 1997      | Bart Heirewegh        | Søren Petersen         | Peter Spaenhoven         |
| 1998      | Andy De Smet          | Hans De Meester        | Oleg Pankov              |
| 1999      | Michel Cornelisse     | John Talen             | Bart Heirewegh           |
| 2000      | Steven De Neef        | Jurgen Vermeersch      | Dany Baeyens             |
| 2001      | Bart Heirewegh        | Peter Schoonjans       | Matthew Gilmore          |
| 2002      | Bart Heirewegh        | Mindaugas Goncaras     | Steven De Champs         |
| 2003      | Andy De Smet          | Mindaugas Goncaras     | Daniel Verelst           |
| 2004      | Axel Merckx           | Tom Steels             | Ludo Dierckxsens         |
| 2005      | Serge Baguet          | Peter Van Petegem      | Robbie McEwen            |
| 2006      | Philippe Gilbert      | Robbie McEwen          | Nico Eeckhout            |
| 2007      | Wouter Weylandt       | Mark Cavendish         | Leif Hoste               |
| 2008      | Iljo Keisse           | Jurgen Roelandts       | Steven de Jongh          |
| 2009      | Jurgen Van den Broeck | Maxime Monfort         | Alessandro Petacchi      |
| 2010      | Stijn Devolder        | Robbie McEwen          | Jurgen Van den Broeck    |
| 2011      | Thor Hushovd          | Bjorn Leukemans        | Robbie McEwen            |
| 2012      | Bradley Wiggins       | Greg Van Avermaet      | Sep Vanmarcke            |
| 2013      | Greg Van Avermaet     | Sylvain Chavanel       | Lars Boom                |
| 2014      | Luca Paolini          | Stijn Devolder         | Guillaume Van Keirsbulck |
| 2015      | Preben Van Hecke      | Davide Rebellin        | Marcel Kittel            |
| 2016      | Greg Van Avermaet     | Jasper Stuyven         | Iljo Keisse              |
| 2017      | Oliver Naesen         | André Greipel          | Oscar Gatto              |
| 2018      | Laurens De Vreese     | Yves Lampaert          | Wout van Aert            |
| 2019      | Laurens De Plus       | Tim Merlier            | Oliver Naesen            |
| 2020      | Niet georganiseerd    |                        |                          |
| 2021      | Michael Mørkøv        | Tiesj Benoot           | Tim Merlier              |
| 2022      | Fabio Jakobsen        | Arnaud De Lie          | Victor Campenaerts       |